# 北皮赛恩语
北皮赛恩语是一种已灭绝的在意大利中东部的部分地区使用。该语言的证据包括可追溯到公元前1000年的四块铭文，其中三块不过是破碎的小碎片。它以古意大利字母书写。虽然它的文本很容易转写出来，但到目前为止还没有被破译。无法确定它是否与任何其他已知语言有关。北皮赛恩语和南皮赛恩语可能并没有关联。铭文总字数约60个，甚至不能确定铭文所写都是同一种语言。
“北皮赛恩语”概念的前身最早由语言学家约书亚·沃特莫（Joshua Whatmough）在他的《意大利的古意大利方言》于1933年提出。虽然当时尚几乎无法阅读这两种皮塞恩语，沃特莫还是将中东部意大利语言6块铭文和南部的所有其他铭文区分开来。后来北部铭文被去掉3个，又添上1个。命名每块铭文的工作是在这之前做的。

## 语料
北皮塞恩语铭文语料由4件具有相似字体和装饰的雕刻组成，有些的考古地位已知，另一些难以辨识，但据信具有相同的地点和日期。已知的遗址位于佩萨罗以南几公里处的诺维拉拉村Servici公墓。

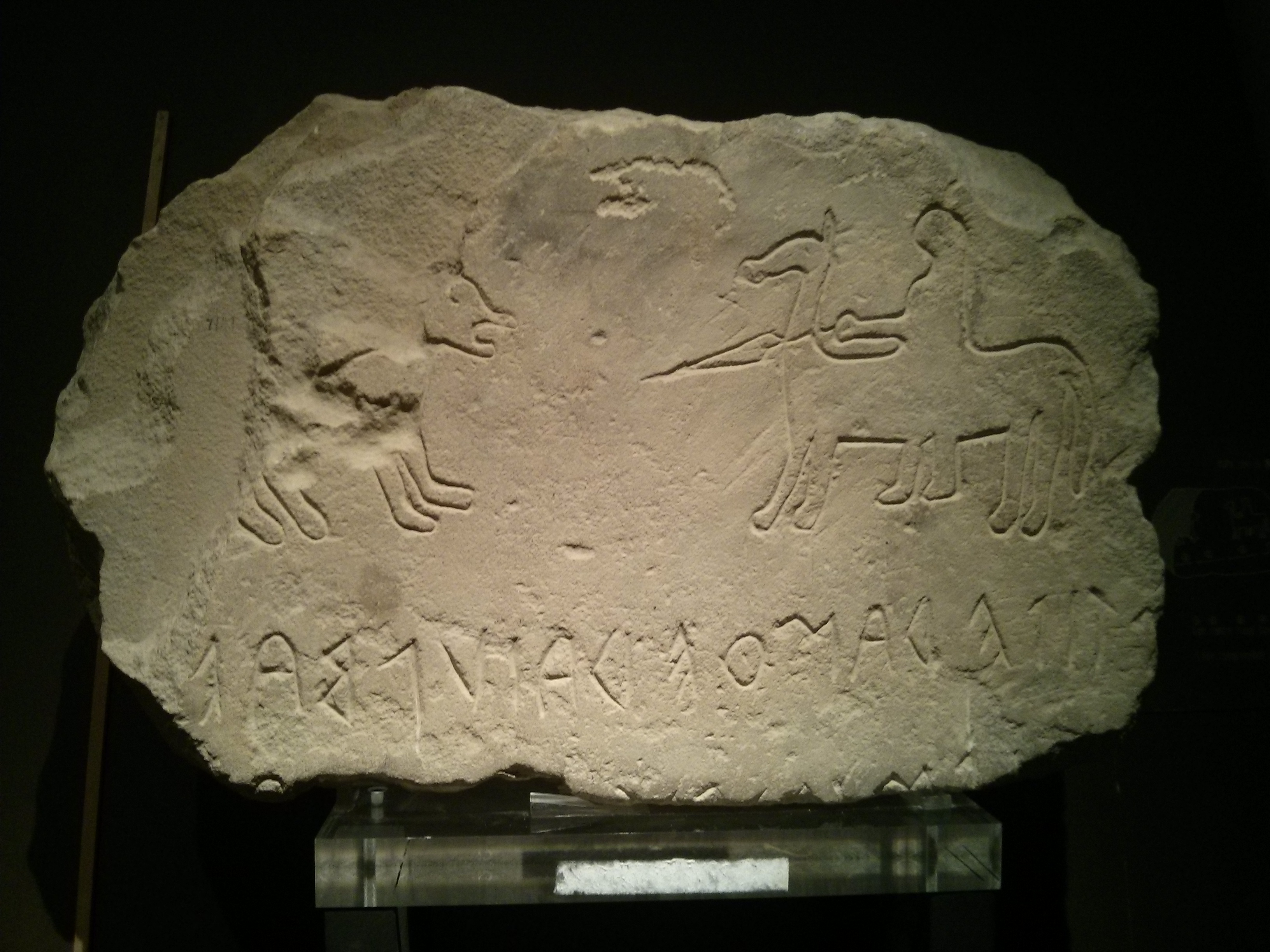
安科纳诺维拉拉石碑-马尔凯国家考古博物馆

所有4个物体都是碑或碑的碎片。意大利学者习惯于将它们统称为诺维拉拉石碑。“诺维拉拉石碑”专指时，一般指4块中最大的一块，它在刻有字母的石碑上加了一个无字的海战场景。它被保存在佩萨罗，在那里它是皮塞尼船重建时的参考。
自19世纪中叶以来，诺维拉拉一直在被“发掘”。在那个年代，挖掘尚不科学、不关心地层学，因此物体的位置没有记录。除了一个物体与其他物体一起来自该遗址的事实之外，甚至不存在其他信息。甚至一个物体的发掘日期现在也不确定。该地区、遗址和博物馆经历了一个半世纪的历史，包括战争和占领，又使得许多物品丢失了。
由于北皮赛恩语是这种语言的一个特例（它是孤立语言），并且铭文的起源没有得到很好的确定，根据推定年代的不同也出现了碑文解读分歧，有人甚至认为这石碑可能是赝品。:115-125
最确定日期（但不是很确定）的碎片位于佩萨罗的奥利维亚诺博物馆，编号是PID 344。它于1860年、1863年或1895年发掘于Servici公墓。它记录了两个单字行，不同地转写为]lúpeś, ]mreceert或]-UPE ś, ]Mresveat。考古日期也是整个遗址的考古日期，约在公元前800-650年之间。:13字母表的风格对应的时代约在公元前7世纪末和公元前6世纪初。因此，最有可能的日期是大约公元前650年，即诺维拉拉窗口期的结束。这是罗马王国时期，罗马-伊特鲁里亚战争的时期，正如其他石碑上的军事场面以及几乎所有男性坟墓中武器的存在所表明的那样。
迄今为止已知的唯一长铭文就是“诺维拉拉石碑”。它位于罗马皮格里尼博物馆，编号PID 343。纹饰样式有：螺旋纹、轮纹、鱼骨纹、锯齿纹，与其他碑的纹饰相似。背面是狩猎和战斗场景。它和航海的诺维拉拉石碑可能是1889年被一同发掘的。

## 例文
诺威拉拉石碑的刻写时间约在公元前6世纪：
mimniś erút gaareśtadeś
rotnem úvlin partenúś
polem iśairon tet
śút tratneši krúviś
tenag trút ipiem rotneš
lútúiś θalú iśperion vúl
teś rotem teú aiten tašúr
śoter merpon kalatne
niś vilatoś paten arn
úiś baleśtenag andś et
šút iakút treten teletaú
nem polem tišú śotriś eúś
迪卡洛（di Carlo）和哈克尼斯（Harkness）都独立得出结论认为前两个词应该翻译成“这座纪念碑”之类的东西，这可能是对这个被认为无法翻译的文本进行可靠翻译的开始——当然，我们离完整翻译还有很长的路要走。这一词汇证据，连同明显的形态变化，如-es~-em和-ter~tris，也表明至少有一些形式实际上是印欧起源的，可能是意大利分支。
正如迪卡洛指出的，“baleśtenag”在梅萨比语中有密切的相似之处（“kruvis/tenag”也是如此），这表明意大利亚得里亚海沿岸的这两个语言间存在某种联系。但是“-ag”结尾看上去很像是意大利语族的施事格后缀。如果迪卡洛的判断是对的（很有可能对），那么第二个词“erut”就是一个与“mimnis”一致的中性代词，这使得后者可能是一个-s-词干中性词（所有-s-词干在赫梯语中都是中性的）。正如哈克尼斯所说，这说明“rotnem”可能也是一种一致的中性形式。此外，这还与拉丁语“rota”（有许多印欧语同源词）相关（-n-词干形容词），到现在为止，我们已经解读出了一个短语“这（是/个？）轮（形）纪念碑”（注意碑两侧顶部突出的轮子形状）。

## 书目
- Davies, Glenys.  (PDF). King's Manor, York: Archaeology Data Service （ads）, the University of York. 1976  [2021-08-26]. （原始内容 (PDF)存档于2010-12-18）.
- Agostiniani, Luciano （2003）. "Le iscrizioni di Novilara". In I Piceni e l'Italia medio-adriatica. Atti del XXII Convegno di Studi Etruschi ed Italici （Ascoli Piceno, Teramo, Ancona, 9-13 aprile 2000）, Pisa – Roma: Istituti Editoriali e Poligrafici Internazionali.:115-125* Di Carlo, Pierpaolo （2007）. L'enigma nord-piceno. Saggio sulla lingua delle stele di Novilara e sul loro contesto culturale （页面存档备份，存于）, Padova : Unipress.
- Harkness, John （2011） "The Novilara Stele Revisited" Journal of Indo-European Studies vol. 39.:13-35* Poultney, James W. "The Language of the Northern Picene Inscriptions" Journal of Indo-European Studies vol. 7.:49-64